# Apalniacris shillong
Apalniacris shillong är en insektsart som beskrevs av Ingrisch, F.M.H. Willemse och Shishodia 2004. Apalniacris shillong ingår i släktet Apalniacris och familjen gräshoppor. Inga underarter finns listade i Catalogue of Life.